# João Lyra
João José Pereira de Lyra, né le 17 juin 1931 à Recife et mort le 12 août 2021 à Maceió, est un homme politique brésilien.
Il est sénateur du Brésil de 1989 à 1991 et membre de la Chambre des députés du Brésil de 2003 à 2007 et de 2011 à 2015.

## Biographie
João Lyra est cité dans l'affaire des Panama Papers en avril 2016.

### Mort
João Lyra est mort le 12 août 2021 à Maceió.